# كونراد ياكوب تمينك
كونراد ياكوب تمينك (بالهولندية: Coenraad Jacob Temminck)‏ هو عالم حيوان، و مسؤول متحف هولندي، وهو ينتمي للطبقة الأرسترقراطية.

## سيرة ذاتية
ولد كونراد جاكوب تمينك في 21 آذار/مارس 1778م في أمستردام، بجمهورية هولندا. وقد ورث مجموعة كبيرة من أنواع الطيور من أبيه الذي كان أمين صندوق في شركة الهند الشرقية الهولندية.
وكان كونراد أول مسؤول للمتحف الوطني للتاريخ الطبيعي في لايدن منذ 1820م حتى وفاته. في عام 1831م، ُرشح كعضو أجنبي من قبل الأكاديمية الملكية السويدية للعلوم. توفي تمينك في لايدن، هولندا، بتاريخ 30 يناير 1858م بعمر يناهز 79 عام.